# Нервиано
Нервиа̀но (на италиански: Nerviano, на западноломбардски: Nerviàn, Нервиан) е град и община в Северна Италия, провинция Милано, регион Ломбардия. Разположен е на 175 m надморска височина. Населението на общината е 17 499 души (към 2013 г.).